# Kleiner Fürstenberg-Garten

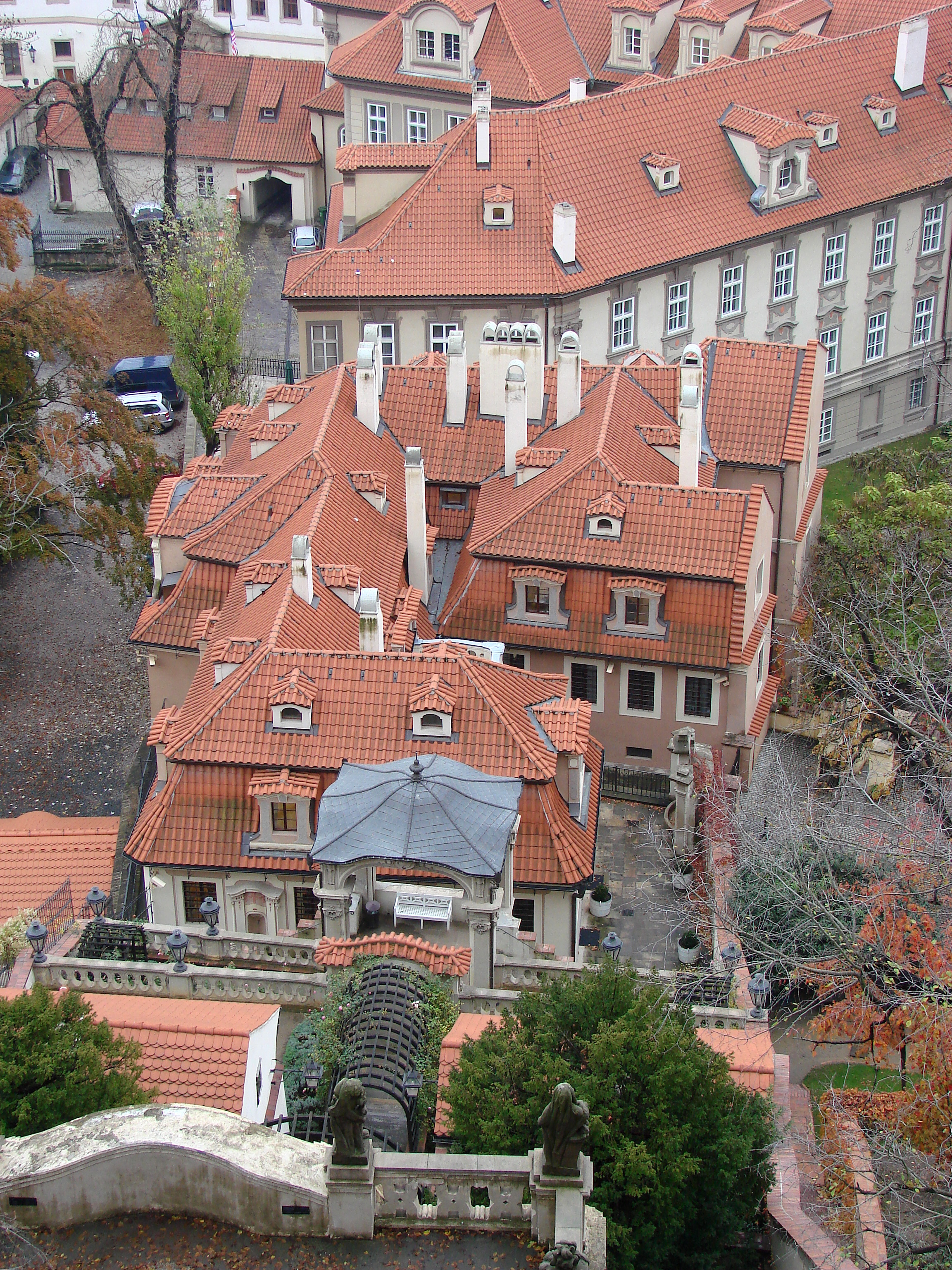
Unterer Teil des Kleinen Fürstenberg-Gartens mit der Gloriette. Dahinter das Kleine Fürstenberg-Palais.

Der Kleine Fürstenberg-Garten (tschechisch Malá Fürstenberská zahrada) ist ein historischer Terrassengarten auf einem steilen Südhang unterhalb der Prager Burg im Stadtteil Kleinseite. Er gehört zum Ensemble der sogenannten Palastgärten und ist nach seinen letzten adeligen Besitzern, den Fürstenberg benannt, die im Jahr 1868 das Palais mit dem Garten kauften.
Der Garten ist zusammen mit dem Kleinen Fürstenberg-Palais als Nationales Kulturdenkmal geschützt.

## Geschichte
An dieser Stelle befanden sich früher ein Weinberg und zu Beginn des 18. Jahrhunderts ein barocker Terrassengarten. Seine heutige Gestalt verdankt er Gräfin Marie Barbora von Czernin, geborene Schaffgotsch, die das Palais mit dem Garten im Jahr 1769 kaufte und umgestalten ließ. Nach Entwurf des Architekten Johann Ignaz Palliardi entstand in den Jahren 1784–1788 ein Terrassengarten im Stil des Rokoko, der sich bis heute erhalten hat. Das Palais wurde früher auch als „Czernin-Haus“ und der Garten der „Czernin-Garten“ bezeichnet. Der heutige Name geht auf die Fürstenberg zurück, die das Anwesen im Jahr 1868 erwarben.
Wegen seines baufälligen Zustandes musste der Garten in den 1970er Jahren für die Öffentlichkeit geschlossen werden. Zusammen mit den anderen Palastgärten wurde er in den Jahren 1995–2000 grundlegend saniert. Eine nochmalige Sanierung erfolgte in den Jahren 2019–2021. Der Garten ist in den Sommermonaten zugänglich.
Das Kleine Fürstenberg-Palais ist Sitz des Senats des Parlaments der Tschechischen Republik.

## Beschreibung

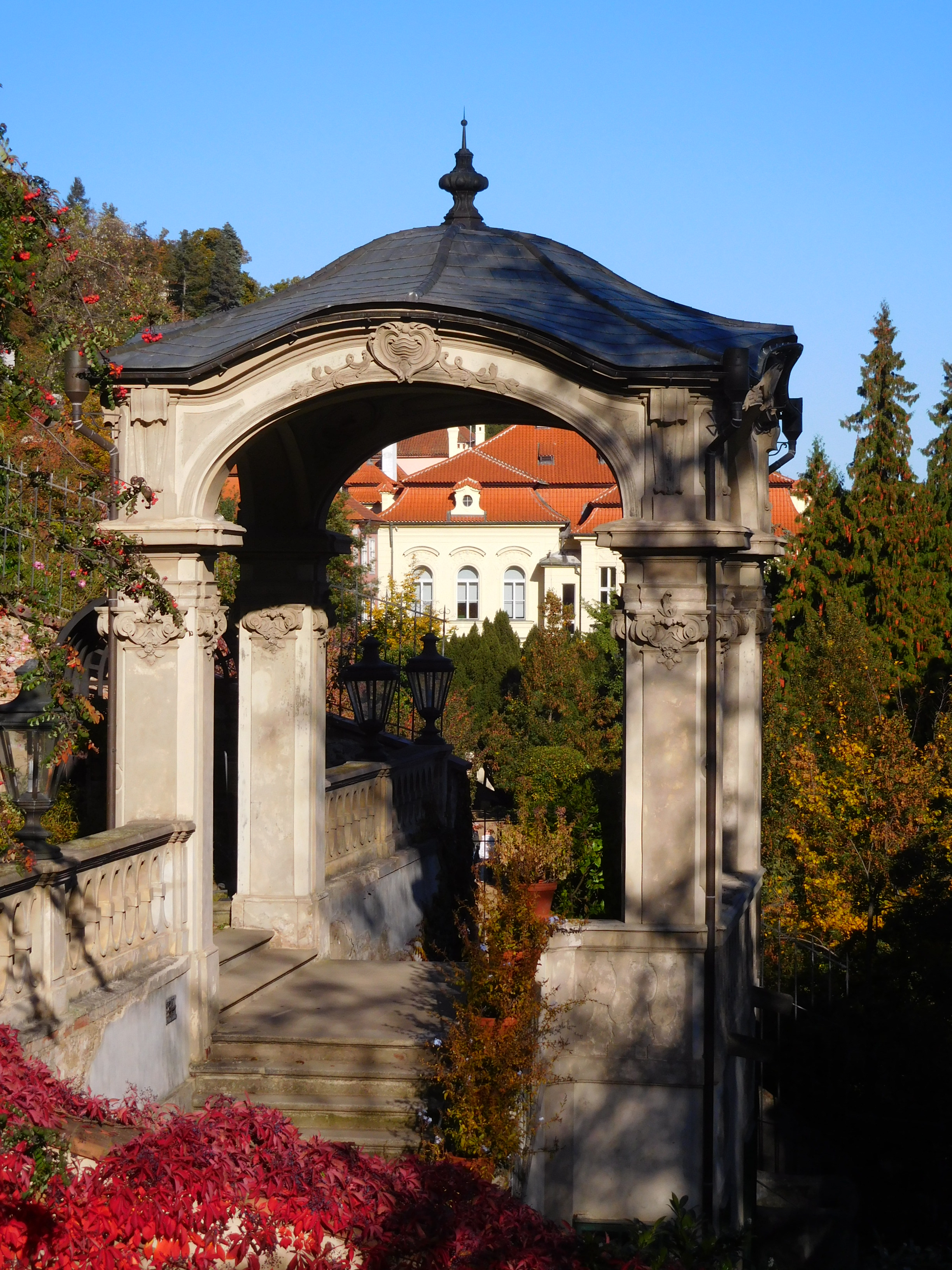
Gloriette im Kleiner Fürstenberg-Garten

Der Kleine Fürstenberg-Garten liegt auf einem langen schmalen Streifen des steilen Hangs zwischen dem „Kolowrat-Garten“ und dem Großen Fürstenberg-Garten auf einer Höhe von 190 m bis 225 m und hat eine Fläche von 0,09 ha.
Seine Achse bildet eine lange, imposante Treppe, die die einzelnen Terrassen miteinander verbindet. Sie führt den Besucher von einer Gloriette im unteren Teil bis zu einer dreiteiligen Sala terrena und einem Aussichtsturm auf der obersten Terrasse, direkt unter der Burgmauer. Der Aussichtsturm dominiert den gesamten Komplex der Palastgärten. Die Terrassen sind durch massive Stützmauern stabilisiert. Auf der dritten Terrasse befinden sich zu beiden Seiten der Treppe zwei Orangerien.